# Кошларіу-Ноу
Кошларіу-Ноу (рум. Coșlariu Nou) — село у повіті Алба в Румунії. Адміністративно підпорядковане місту Теюш.
Село розташоване на відстані 270 км на північний захід від Бухареста, 13 км на північний схід від Алба-Юлії, 67 км на південь від Клуж-Напоки.

## Населення
За даними перепису населення 2002 року у селі проживали 94 особи.
Національний склад населення села:
| Національність | Кількість осіб | Відсоток |
| -------------- | -------------- | -------- |
| румуни         | 88             | 93,6%    |
| угорці         | 6              | 6,4%     |

Рідною мовою назвали:
| Мова      | Кількість осіб | Відсоток |
| --------- | -------------- | -------- |
| румунська | 89             | 94,7%    |
| угорська  | 5              | 5,3%     |